# Amira Hass
Amira Hass (tiếng Hebrew: |עמירה הס), sinh ngày 28.7.1956) là một nhà văn, nhà báo cánh tả nổi tiếng người Israel vì các bài viết trên nhật báo Ha'aretz, nhất là các bài tường thuật về tình trạng các người Palestine ở Bờ Tây và ở dải Gaza, nơi bà cũng đã sống một số năm.

## Tiểu sử
Cha mẹ bà đều là người sống sót qua Holocaust (ở trại tập trung Bergen-Belsen), Hass được sinh ra ở Jerusalem, và theo học ở Đại học Hebrew Jerusalem, nơi bà nghiên cứu lịch sử chủ nghĩa Quốc xã và mối quan hệ của cánh tả châu Âu với Holocaust. Sau khi tốt nghiệp, bà đã du hành nhiều nơi và đã làm nhiều công việc khác nhau. Bị thất vọng bởi các biến cố của Intifada thứ nhất, bà bắt đầu bước vào nghề báo từ năm 1989 như một biên tập viên cho tờ Ha'aretz và bắt đầu viết phóng sự từ lãnh thổ Palestine năm 1991. Năm 2003, bà là nhà báo người Do Thái duy nhất sống hoàn toàn giữa các người Palestine, tại dải Gaza từ năm 1993 và ở Ramallah từ năm 1997.
Các phóng sự của bà thường đồng tình với quan điểm của người Palestine, và chỉ trích chính sách của chính phủ Israel đối với người Palestine. Tuy nhiên, trong thời kỳ Intifada Al-Aqsa, Hass đã đăng nhiều bài chỉ trích mạnh mẽ tình trạng hỗn loạn và mất trật tự do các dân quân kết hợp với đảng Fatah của Yasser Arafat gây ra, cùng cuộc chiến đẫm máu giữa các phần tử Palestine ở Nablus.
Các bài phóng sự về các sự kiện xảy ra, cùng việc bà nói lên ý kiến trái ngược với lập trường chính thức của cả Israel lẫn Palestine đã khiến bà bị công kích nhiều và bị cả hai chính quyền Israel lẫn Palestine chống đối.

Gần đây, bà đã so sánh chính sách của Israel đối với dân Palestine giống như chính sách của Nam Phi trong thời Apartheid:
 'Những người Palestine, với tư cách một dân tộc, đã bị chia thành các phân nhóm, một cái gì đó khiến nhớ lại Nam Phi dưới chế độ apartheid'
Tháng 6 năm 2001, thẩm phán Rachel Shalev-Gartel của Tòa án Magistrate Jerusalem phán quyết rằng Hass đã phỉ báng cộng đồng người định cư Do Thái Beit Hadassah ở Hebron, và buộc bà trả 250.000 shekel (khoảng 60.000 USD) tiền bồi thường thiệt hại. Hass đã tường thuật lời các nhân chứng Palestine nói về các người Israel định cư làm nhục thi hài của một chiến sĩ Palestine bị cảnh sát Israel giết; các người Israel định cư phủ nhận sự kiện đó và nói rằng Hass đã tường thuật chuyện này với ác ý. Tờ báo Jerusalem Post khẳng định là câu chuyện của Hass mâu thuẫn với các phóng sự truyền hình. Vị thẩm phán chủ tọa phiên tòa đã xử cho các người Israel định cư thắng kiện và nói rằng phóng sự này đã làm tổn thương danh dự của cộng đồng Israel định cư. Báo Ha'aretz cho hay là họ đã không đủ thời gian để thu xếp việc bào chữa trước tòa và tuyên bố là họ sẽ kháng án. Về phần mình, Hass lưu ý là bà đã tường thuật theo nguồn tin của cộng đồng người Palestine, và nói rằng đây là trách nhiệm của ban biên tập báo phải tham khảo chéo (cross-reference) tin này với thông tin khác của Lực lượng phòng thủ Israel cùng của cộng đồng người Israel định cư.
Ngày 01.12.2008, sau khi đi trên một chuyến tàu phản đối tới dải Gaza, lúc trở về Israel, Hass đã bị cảnh sát Israel bắt vì đi tới Gaza mà không có phép.
Sau nhiều tháng cư trú ở dải Gaza, Hass lại bị cảnh sát Israel bắt khi trở về Israel ngày 12.5.2009 "vì vi phạm luật cấm cư trú ở nước thù địch."

## Giải thưởng
- 2000 Hass được trao giải Anh hùng Tự do Báo chí (Press Freedom Hero) của Viện Báo chí quốc tế (International Press Institute)
- 27.6.2001 "Giải Golden Dove of Peace" (Bồ câu vàng Hòa bình) của tổ chức Archivo Disarmo có trụ sở ở Roma.[8]
- 2002 Giải Bruno Kreisky
- 2003 Giải Guillermo Cano cho Tự do Báo chí trên thế giới của UNESCO
- 2004 Giải Quỹ tưởng niệm Anna Lindh của Thụy Điển
- 2009 Giải tưởng niệm Hrant Dink[9].
- 20.10.2009, Hass được trao "Giải thành tựu suốt đời" của tổ chức "International Women's Media Foundation" (Quỹ truyền thông của Phụ nữ quốc tế).[10]

## Tác phẩm
- Drinking the Sea at Gaza: Days and Nights in a Land under Siege (Owl Books, 2000) ISBN 0-8050-5740-4
- (viết chung với Rachel Leah Jones) Reporting from Ramallah: An Israeli Journalist in an Occupied Land (Semiotext(e), 2003) ISBN 1-58435-019-9